# Abomey
Abomey [ăbōmā'] is een stad en gemeente in het zuiden van Benin. Het is de voormalige hoofdstad van het koninkrijk Dahomey en tegenwoordig de hoofdstad van het departement Zou. De gemeente Abomey is onderverdeeld in zeven arrondissementen:
- Agbokpa
- Detohou
- Djègbé
- Hounli
- Sèhoun
- Vidolé
- Zounzonmè

Het is sinds 1963 de zetel van het rooms-katholieke bisdom Abomey.

## Bevolking
In 2005 had de stad Abomey 62.852 inwoners. De gemeente telde in 2013 92.266 inwoners. Meer dan driekwart van de bevolking van de gemeente woont in de drie centrale, stedelijke arrondissementen Djègbé, Hounli en Vidolé.
De belangrijkste bevolkingsgroep zijn de Fon.
Opm: Bevolkingscijfers in duizendtallen
Bron: Abomey Commune in Benin; 1979-2013: volkstellingen
Bron: Institut National de la Statistique Benin; 2013: volkstelling

## Geschiedenis
Abomey werd waarschijnlijk in de 17e eeuw gesticht en was van de tweede helft van de 17e eeuw tot 1900 de hoofdstad van het Fon-koninkrijk Abomey, het latere koninkrijk Dahomey. Tot in de 19e eeuw was het een draaischijf voor de handel met de Europese handelsposten aan de kust. Vooral de slavenhandel was belangrijk. In 1892 werd de stad ingenomen door de Fransen en als reactie hierop liet koning Benhanzin een deel van de koninklijke paleizen in brand steken.

## Geografie
Abomey ligt ongeveer 100 km ten noorden van Cotonou en wordt met een spoorweg en een autoweg met deze stad verbonden. De gemeente ligt op een plateau.
De gemiddelde jaarlijkse neerslaghoeveelheid bedraagt ongeveer 1000 mm. Er zijn twee regenseizoenen: midden maart tot midden augustus en midden september tot midden november.

## Economie
In de omgeving van de stad worden maïs, bonen, sojabonen, palmnoten en aardnoten geteeld. Maar een klein deel van de landbouw is grootschalig. Abomey is een administratief en ook een toeristisch centrum.

## Sport
Abomey heeft een multidisciplinair sportstadion. De lokale voetbalclub is Dynamo FC.

## Werelderfgoed
In 1985 werden de ruïnes van de voormalige koninklijke paleizen toegevoegd aan de Werelderfgoedlijst van UNESCO onder de titel Koninklijke paleizen van Abomey (Palais royaux d'Abomey). Het was het eerste werelderfgoed in Benin.

## Afbeeldingen

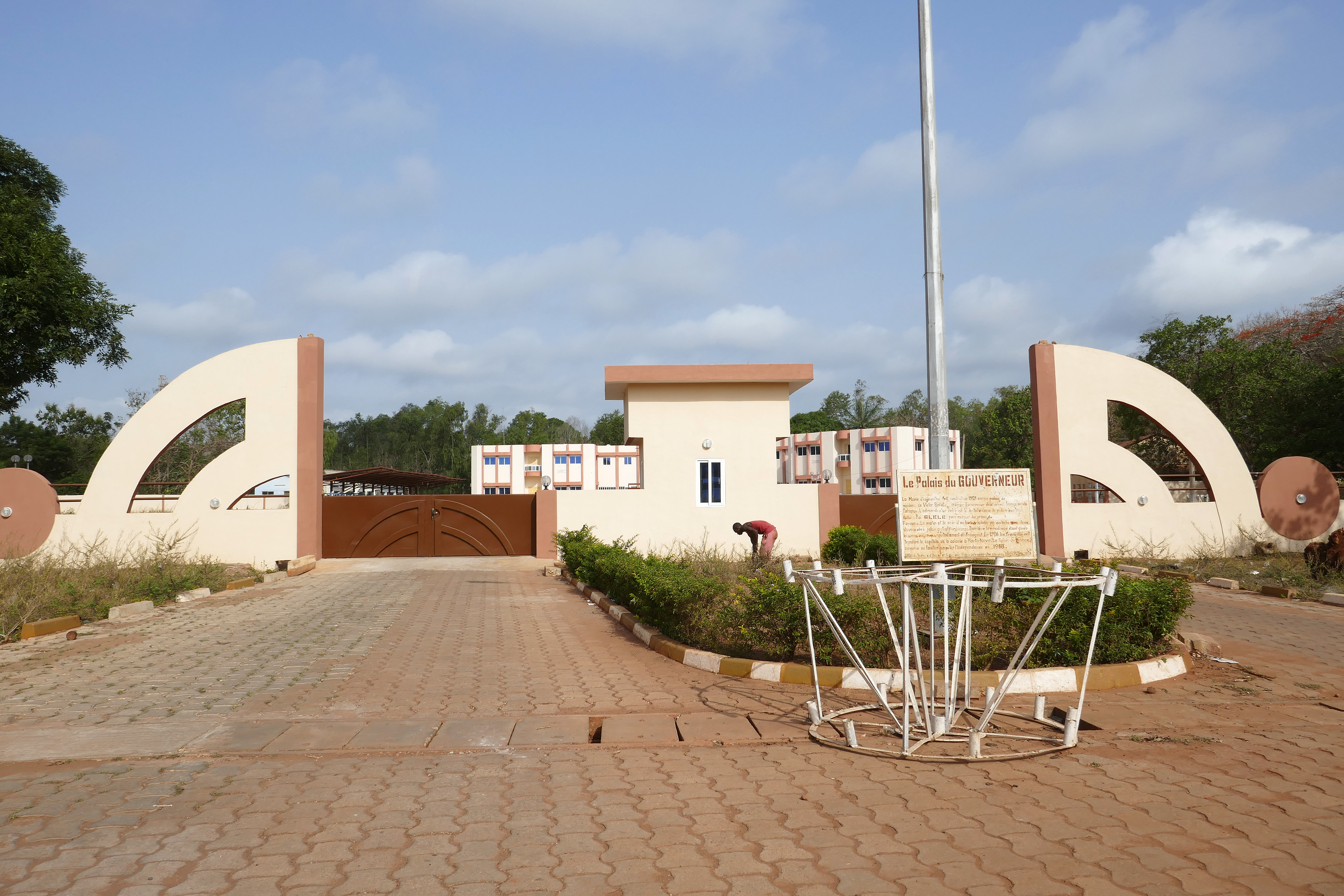
Paleis van de gouverneur
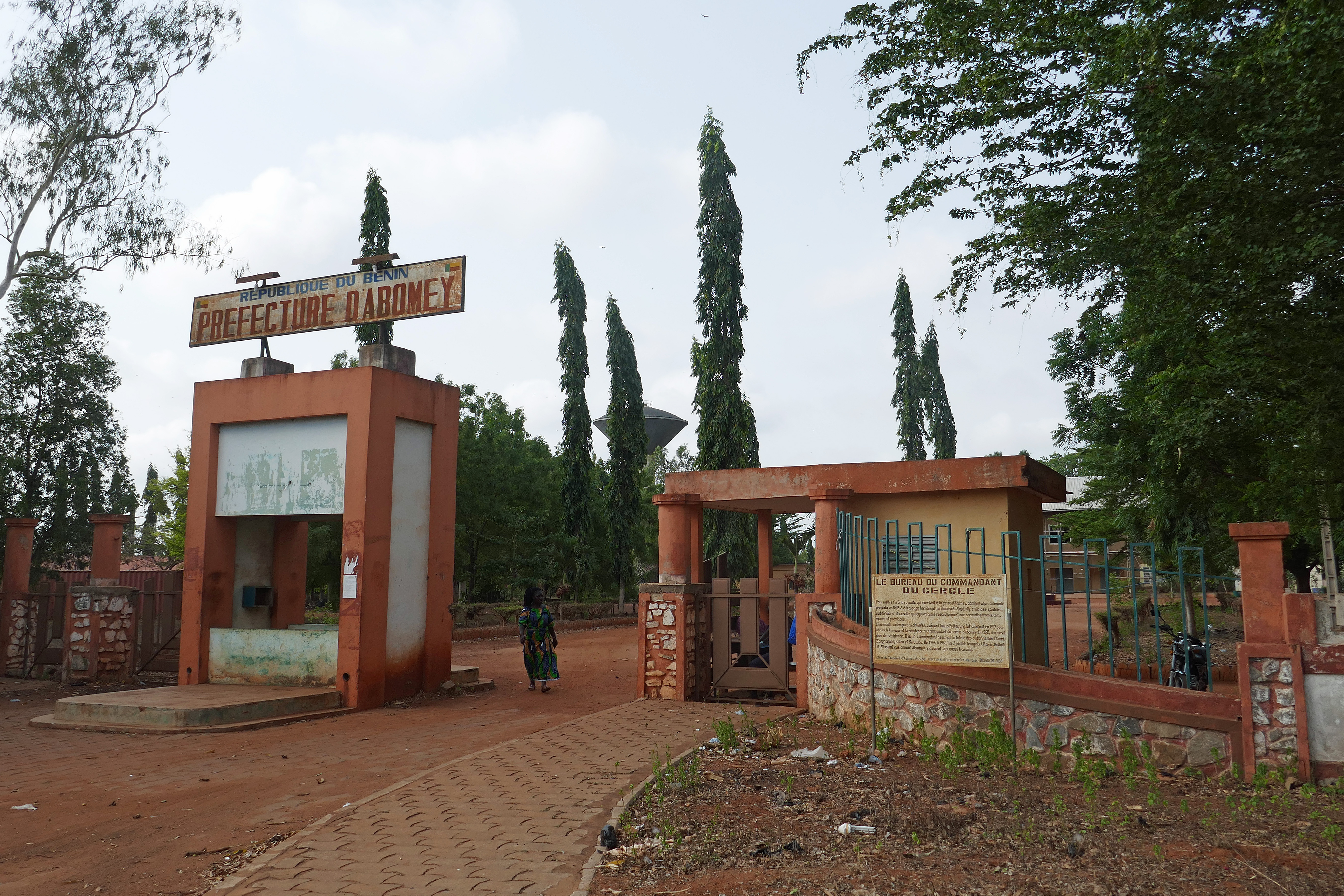
Prefectuur
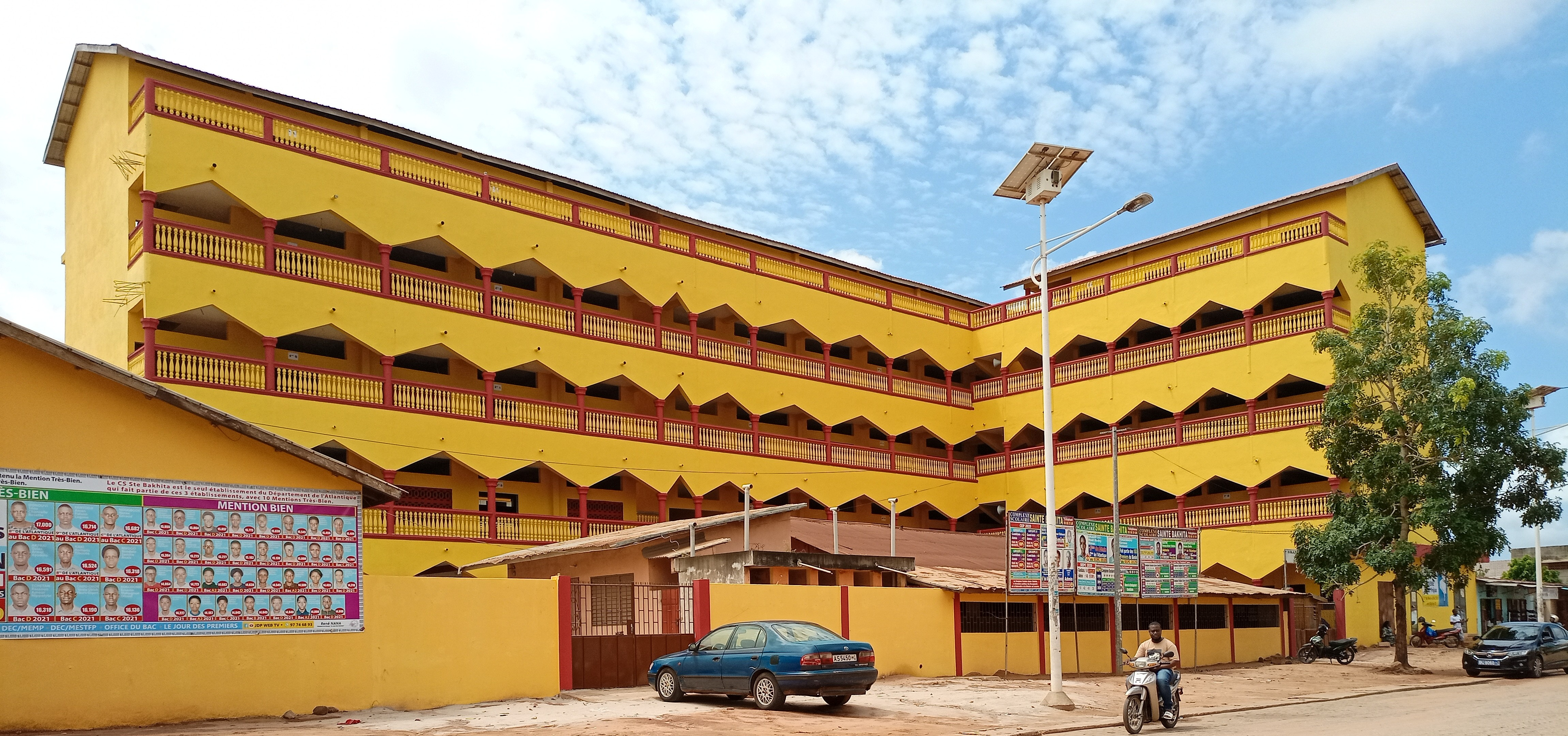
School Collège d'Enseignement Général de Bakitha
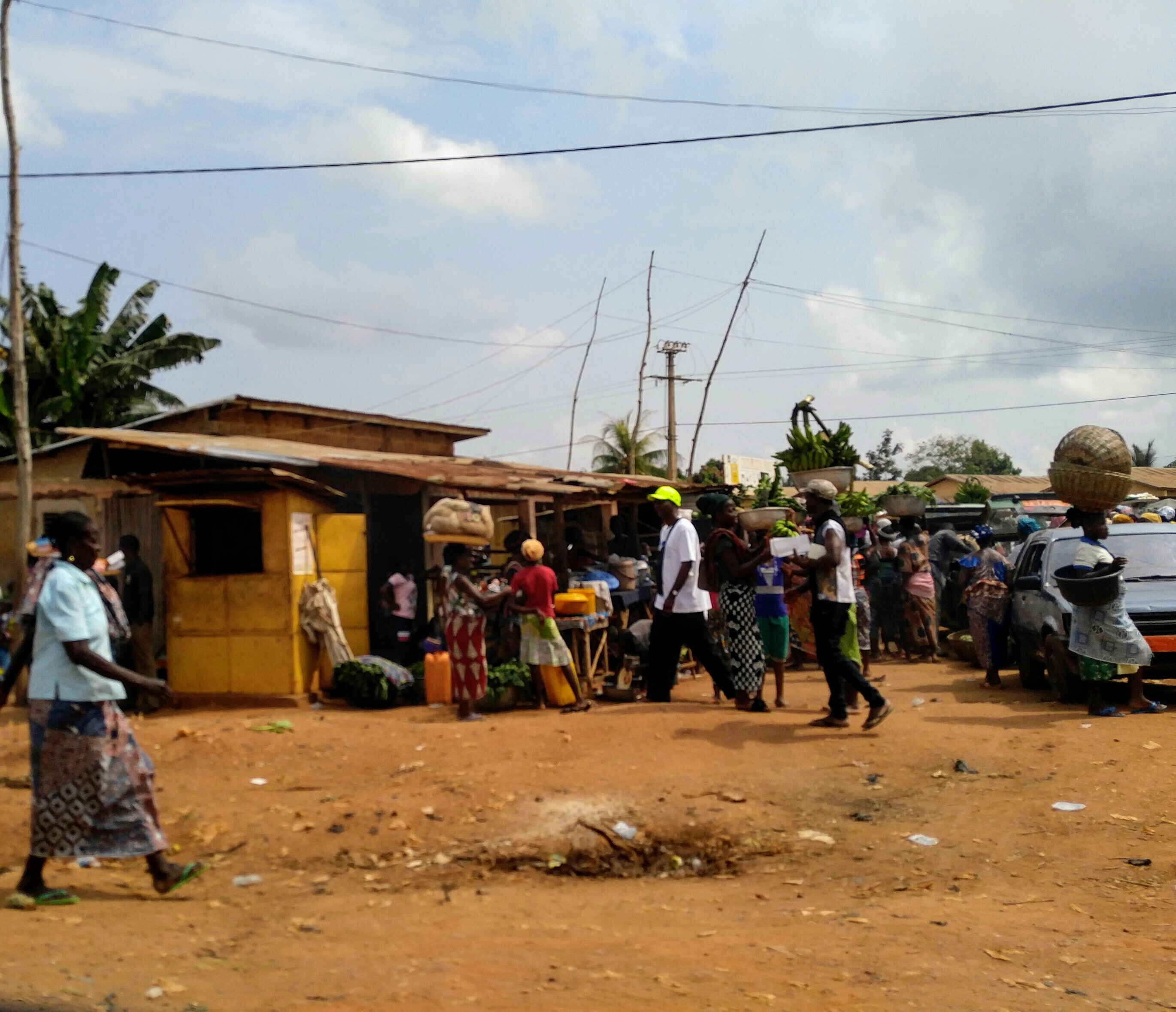
Straathandelaars

- Bibliothèque nationale de France: cb124100470 (data)
- Gemeinsame Normdatei: 4079610-3
- Library of Congress Control Number: n80162359
- Nationale Bibliotheek van Israël: 987007566868705171
- Virtual International Authority File: 148927559